# 千田善
千田 善（ちだ ぜん、1958年10月10日 - ）は、日本の国際ジャーナリスト、通訳・翻訳者（セルビア・クロアチア語など）、政治学者。元日本共産党中央機関紙特派員。

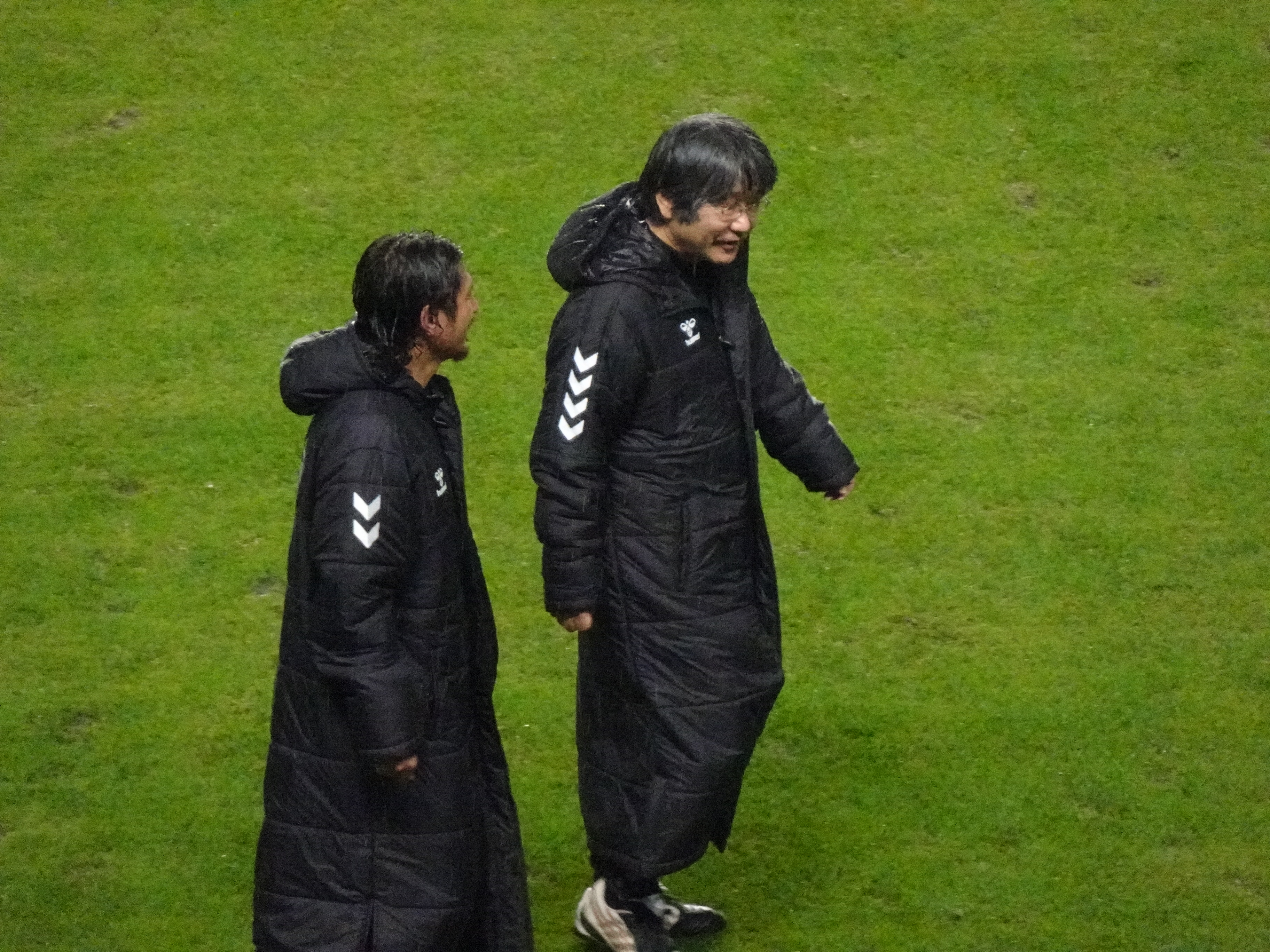
千田善(2022年11月20日撮影)

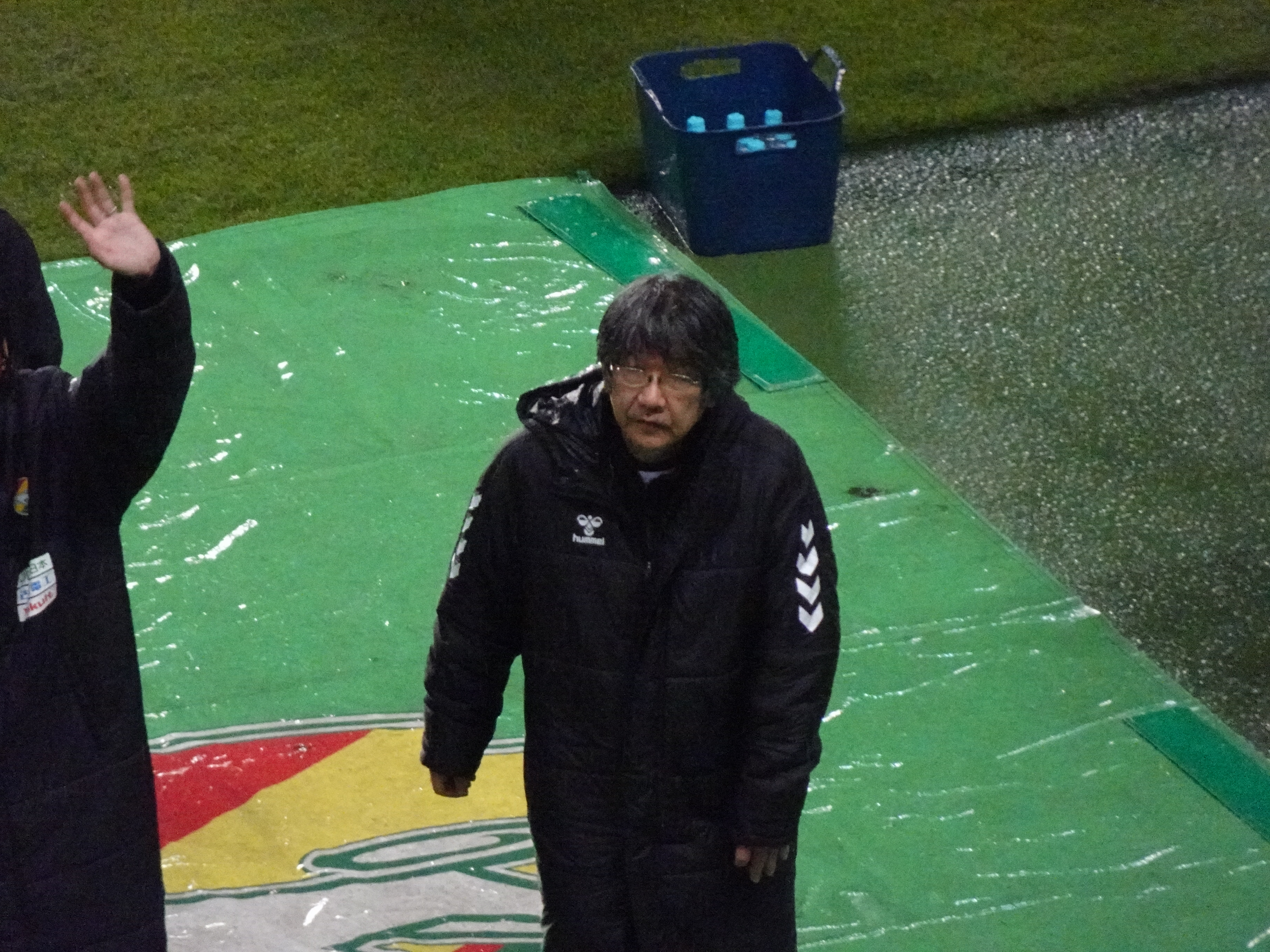
千田善(2022年11月20日撮影)

元・サッカー日本代表監督イビチャ・オシムの通訳を務めたことで知られる。

## 略歴
岩手県胆沢郡胆沢町（現・奥州市）出身。胆沢町立南都田中学校（現・奥州市立胆沢中学校）、岩手県立水沢高等学校、東京大学教育学部卒業。ベオグラード大学政治学部大学院修士課程国際政治専攻中退。専門は国際政治、民族紛争、異文化コミュニケーション、サッカーなど。
しんぶん赤旗特派員として、ベオグラード（セルビア）、リュブリャナ（スロベニア）を合わせてユーゴスラビアでの生活を10年近く送る。日本と現地を往復しながら、旧ユーゴスラビア地域やパレスティナなどの民族紛争、サッカーと国際政治の関係、ギリシャ・トルコ紛争などを取材。週刊誌や新聞への寄稿、子ども向け図書執筆などとともに、NHKやテレビ朝日など、活字メディア以外にも活動の場を広げている。
そのほか、報道各社向けの通訳・翻訳（セルビア語・クロアチア語・ボスニア語・モンテネグロ語＋英語＋日本語）、外務省研修所講師、一橋大学、中央大学法学部、放送大学の非常勤講師を経て、2006年より日本サッカー協会にて代表監督イビチャ・オシムの通訳（セルビア・クロアチア語）を務める。
自身も元サッカー選手であり、サッカーに関する造詣も深い。漫画家の吉田戦車は従弟。他の親族にはスクウェア・エニックス取締役の千田幸信がいる。

## 著書

### 単著
- 『ユーゴ紛争 - 多民族・モザイク国家の悲劇』 （講談社［講談社現代新書］、1993年） ISBN 9784061491687
- 『世界に目をひらく』 （岩崎書店、1997年） ISBN 9784265050383
- 『ユーゴ紛争はなぜ長期化したか - 悲劇を大きくさせた欧米諸国の責任』 （勁草書房、1999年） ISBN 9784326351183
- 『なぜ戦争は終わらないか - ユーゴ問題で民族・紛争・国際政治を考える』 （みすず書房、2002年） ISBN 9784622070146
- 『ワールドカップの世界史』 （みすず書房、2006年） ISBN 9784622083191
- 『オシムの伝言』 （みすず書房、2009年） ISBN 9784622075042
- 『オシムの戦術』 （中央公論新社、2010年） ISBN 9784120041105

### 訳書
- ラットコ・ステボビッチ 『現代サッカー』全2巻 （東日本サッカー・アカデミー） 絶版
- ジョルジュ・カステラン、アントニア・ベルナール 『スロヴェニア』 （白水社［文庫クセジュ］ 2000年） ISBN 9784560058275
- ジョルジュ・カステラン、ガブリエラ・ヴィダン 『クロアチア』 （白水社［文庫クセジュ］ 2000年） ISBN 9784560058282